# Poussay
Poussay település Franciaországban, Vosges megyében. Lakosainak száma 660 fő (2022. január 1.). Poussay Ambacourt, Mazirot, Mirecourt, Puzieux és Ramecourt községekkel határos.

## Népesség
A település népességének változása:
| Lakosok száma | 715  | 706  | 718  | 689  | 689  | 685  | 675  | 667  | 660  |
|               | 2013 | 2015 | 2016 | 2017 | 2018 | 2019 | 2020 | 2021 | 2022 |